# Thập niên 1850
Thập niên 1850 là thập niên diễn ra từ năm 1850 đến 1859.